# Túnel de la Perruca
El túnel de la Perruca es una infraestructura subterránea ferroviaria en el norte de España, entre las provincias de Asturias y de León. De 3071 m de longitud, se encuentra en la línea Venta de Baños-Gijón, que es la única comunicación ferroviaria, en ancho ibérico, de Asturias. Inaugurado el 15 de agosto de 1884 dentro de la rampa de Pajares, era, entonces, el túnel de mayor longitud de España.

## Descripción
El túnel atraviesa la cordillera Cantábrica en el puerto de Pajares y bajo su divisoria de aguas. En la vertiente atlántica, la boca sur se sitúa en la cuenca del río Bernesga, que nace a 500 m del túnel. Por el otro extremo se abre a la cuenca del río Pajares, cuyas aguas acaban vertiendo en el río Nalón. Además, atraviesa el límite entre las provincias de León y Asturias. En el lado leonés, la boca sur, que dispone de una embocadura singular, con sendas pilastras a ambos lados y un frontón curvilíneo, se sitúa en el municipio de Villamanín, en las proximidades de la estación de Busdongo. Por la parte asturiana, el túnel se abre en el concejo de Lena.
Tiene una longitud algo superior a 3 km (3071 m) y su alineación es recta. El tramo inicial del lado sur se excavó mediante trinchera y el resto se excavó, bajo tierra, con una pendiente descendente hacia Asturias de 19,65 milésimas. Así, la boca norte se sitúa unos 50 m por debajo de la sur que, con 1270 m, es el punto más elevado de la línea. El máximo espesor de la cobertera sobre la clave de la bóveda del túnel se encuentra en la divisoria, con 184 m.

Corte vertical por el eje del túnel

### Geología
Según Melis Maynar et al la excavación del túnel atravesó materiales de la era Paleozoica, Silúrico-Devónico y Carbonífero. Becerro de Bengoa (1885) afirma que el túnel discurre por cuarcitas del Devónico, que buzan casi verticalmente con rumbo normal al eje del túnel, con intercalaciones de arcillas.

### Situación ferroviaria
El túnel se encuentra en la línea ferroviaria de ancho ibérico Venta de Baños-Gijón, de la Red Ferroviaria de Interés General. Su boca sur se encuentra en el punto kilométrico 55,377 de la antigua línea León-Gijón. Dentro de la línea se encuentra entre las estaciones de Busdongo (PK 53,2) y de Pajares (PK 62,7) y cuenta con vía única electrificada.
En el momento de su inauguración era el undécimo túnel desde León hacia Gijón (de un total de noventa y uno)  y en la actualidad es el decimoquinto.

## Denominación
El topónimo de Perruca puede derivar de perro o de la palabra latina PETRAM (piedra). Con respecto al animal, se ha apuntado que perruca sería un apelativo para denominar a una figura de piedra con forma de león sobre el mojón que marcaba el límite entre León y Asturias, en el puerto de Pajares.
Además, el filólogo lenense Xulio Concepción Suárez recoge una leyenda en la que perruca haría referencia al león presente en el escudo del reino homónimo durante la celebración por el cale del túnel. El propio Xulio apunta a su posible relación con piedra.
Otra leyenda, ajena a esos dos posibles orígenes, sostiene que perruca derivaría de perra gorda, que sería la apariencia que tendría una boca del túnel vista desde la otra, ya que su geometría permite su visión directa a través del mismo.
En escritos anteriores y contemporáneos a la perforación del túnel se nombra al alto de Pajares como de la Perruca. Así, Jovellanos en los diarios de sus viajes ya utiliza dicho topónimo.

## Historia
El concesionario original para la construcción del ferrocarril de León a Gijón fue, en 1864, Juan Manuel de Manzanedo. De acuerdo a las condiciones de la concesión, la línea debería estar finalizada y lista para el funcionamiento en seis años. Solo ocho días después, Manzanedo se la cedió a José Ruiz de Quevedo. Ruiz de Quevedo, que había sido vocal del consejo de la Compañía del Ferrocarril de Palencia a Ponferrada o del Noroeste de España, era el contratista general de la misma y quien ya había obtenido la concesión de Ponferrada a La Coruña.
Ambas concesiones fueran traspasadas a Noroeste, que comenzó las obras en la línea. En el túnel de la Perruca, tras los trabajos topográficos, se comenzó a excavar a mano por su boca sur y a comienzos de 1873 se intentó horadar el túnel a sección completa con una perforadora Brunton, de discos giratorios, con múltiples cinceles, que no consiguió ni avanzar 20 cm.
Las dificultades de la compañía para cumplir los plazos de las concesiones, a pesar de las prórrogas, llevaron al Gobierno a decretar, el 9 de febrero de 1878, la rescisión de la concesión de León a Gijón y el resto de líneas de Noroeste y la incautación de las mismas, a cargo de un Consejo de Incautación. En el momento de la incautación sólo faltaba por construir el tramo entre Pola de Lena y Busdongo de la línea, y la última prórroga concedida a Noroeste mediante ley de 12 de enero de 1887 establecía diciembre de 1880 como plazo para la finalización del túnel, el último tramo de la línea.
En julio de 1878, el Consejo de Incautación saca a subasta pública la construcción del túnel, de 3004,60 m, a la espera de sacar a subasta pública el resto del tramo. Las obras del túnel fueron adjudicadas en septiembre a Isidro Boixader, que comenzó las obras el 10 de enero del año siguiente. Las obras se desarrollaron con lentitud, lo que motivó dos solicitudes al Gobierno de rescinsión del contrato. Mientras, por la Ley de 19 de diciembre de 1879, las Cortes autorizaron al Gobierno a subastar la construcción de los tramos inconclusos de las líneas del Noroeste. Cinco sociedades de París junto con la Compañía del Ferrocarril del Norte obtuvieron las concesiones de esos tramos, que traspasaron a la Compañía de Ferrocarriles de Asturias, Galicia y León (AGL), que ellos mismos crearon posteriormente. Finalmente, la Dirección General de Obras Públicas rescindió el contrato de Isidro Boixader, tal y como este había solicitado, por los cambios en el contrato.
Tras la renuncia de Boixader, en 1880 AGL contrató la construcción de la línea entre Busdongo y el paso a nivel del valle de las Piedras a Manuel Roitel Este lote, de aproximadamente 6 km de longitud comprendía los túneles de la Perruca, Maja del Estudiante, La Calera y Loma de Asno. Roital falleció el 3 de febrero de 1881, en un accidente con dinamita cerca de la boca sur, en el que también fallecieron dos de sus empleados. Tras su muerte, la obra fue asumida por los contratistas Francisco Buergo Campillo y Ramón Fernández Cuervo dirigidos por los ingenieros de caminos Salustio González-Regueral Bailly y Javier Sanz Larumbe.
Buergo y Cuervo acometieron la mayor parte de la excavación y el túnel se caló a finales de 1882. Según Melis Manyar, el revestimiento del túnel se completó en junio de 1884.

### Inauguración

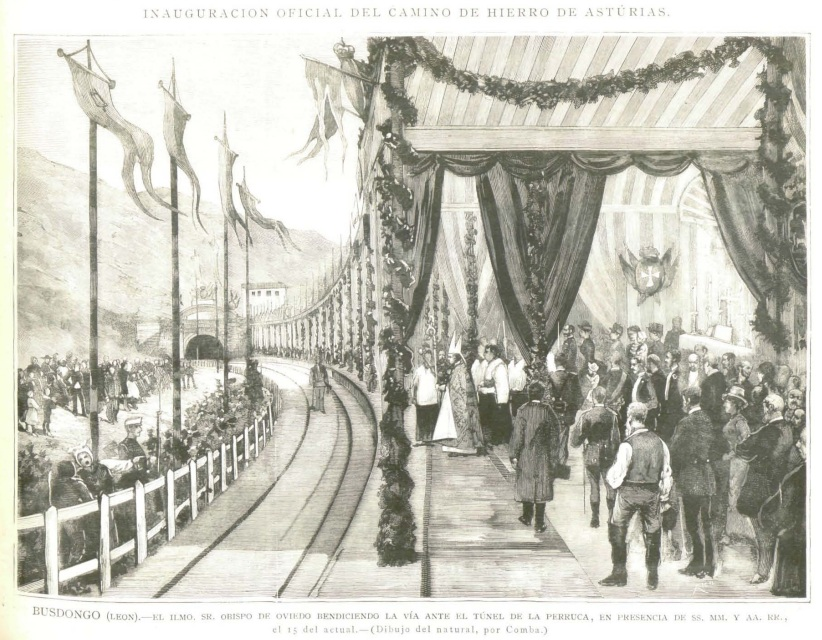
Acto de inauguración ante el túnel de la Perruca el 15 de agosto de 1884; dibujo al natural de Comba, grabado de Rico, publicado en La Ilustración Española y Americana el 30 de agosto de 1884.

El 15 de agosto de 1884 se celebró el acto de inauguración del tramo Busdongo-Puente de los Fierros en la boca sur del túnel. Con la puesta en servicio de este tramo —y del túnel— se completaba la comunicación ferroviaria entre León y Gijón, a través de la rampa de Pajares.
Tras el acto, el «Tren Real», que había trasladado a los reyes de España hasta Busdongo desde Segovia, continuó viaje a través de la Perruca hasta Oviedo y Gijón.

## Excavación

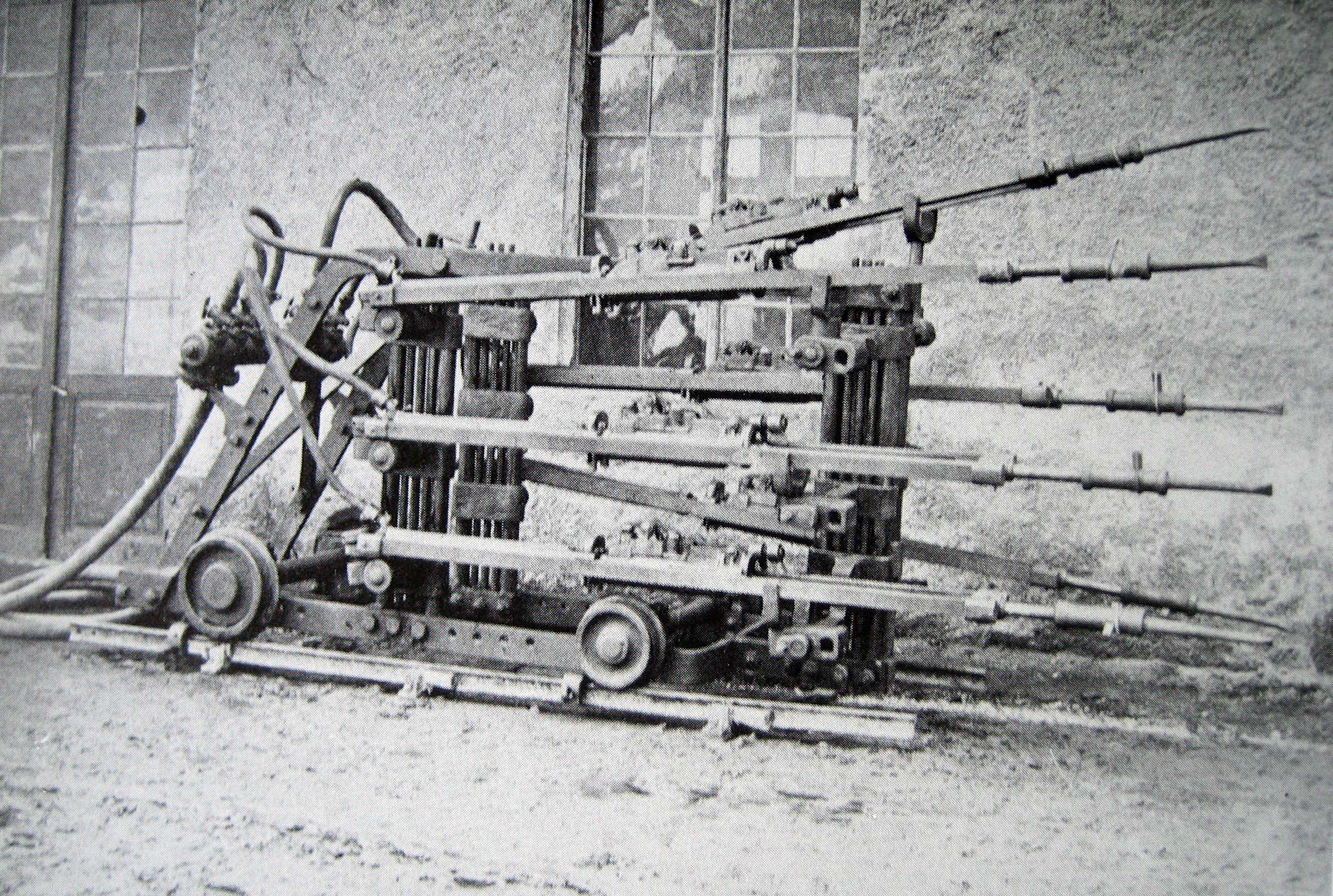
Máquina perforadora utilizada en el túnel ferroviario de San Gotardo.

La práctica totalidad de la longitud del túnel se excavó de forma subterránea. La excepción son los 42 m del extremo sur en que se prolongó el revestimiento para proteger el acceso de las nevadas.
La mayor parte de la excavación se realizó a partir de 1881, con el contratista Francisco Buergo. En esta época se empezaron a utilizaron martillos de barrenar accionados por aire comprimido Dubois & François idénticos a los usados en la perforación del túnel de San Gotardo (1871-81).
El método de excavación utilizado fue el denominado como belga, con una galería de avance de 7 m² mediante perforación y voladura. El esquema de disparo contaba con un cuele de 3 barrenos en triángulo y con zapateras. El ensanche para la bóveda tenía una sección de 7,3 m² y 21,7 m² la excavación de destroza y estribos para completar una sección total de 36 m². La sección interior del túnel, tras el revestimiento de bóveda y estribos, era de 25,64 m², con una anchura de 4,5 m en la solera, arco de bóveda de 2,4 m de radio y estribos de 3,5 m.
Para aumentar el número de frentes de excavación se perforaron 3 pozos verticales intermedios. Estos se equiparon con máquinas de vapor para la extracción de los escombros y el desagüe. 

### Trabajos anteriores a 1881
A comienzos del año 1873 se instaló en el frente sur del túnel una máquina Brunton con la intención de excavar el túnel a sección completa. El frente se había avanzado 11 m, de forma manual. La máquina no consiguió excavar ni 20 cm debido a la dureza del macizo. Una segunda máquina para el frente norte no se llegó a instalar y en 6 años, hasta la paralización de las obras de Noroeste a finales de 1878, se excavaron a mano en este frente 200 m de galería, 90 de bóveda, 45 de estroza y 9 m de estribos.
Tras la incautación por el Estado del ferrocarril del Noroeste, durante un breve tiempo las obras continuaron por administración y el ingeniero Boixader se hizo cargo de las mismas en subasta pública. Del 10 de enero de 1879 hasta la rescisión del contrato (principios de 1880), la excavación realizada fue de 500 m de galería de avance. Con la AGL de concesionario Manuel Roitel se hizo cargo de la excavación de la Perruca desde finales de 1880 hasta su fallecimiento el 3 de febrero de 1881. En conjunto, en nueve años de obras, se excavaron 970 m de galería de avance y el revestimiento del túnel sólo se había completado en 58 m. En cambio,Melis Manyar, 2000 da como avance medio de la obra 60 m/día, tomando como inicio de la excavación marzo de 1880 y como fin del revestimiento junio de 1884.

## Locomotora

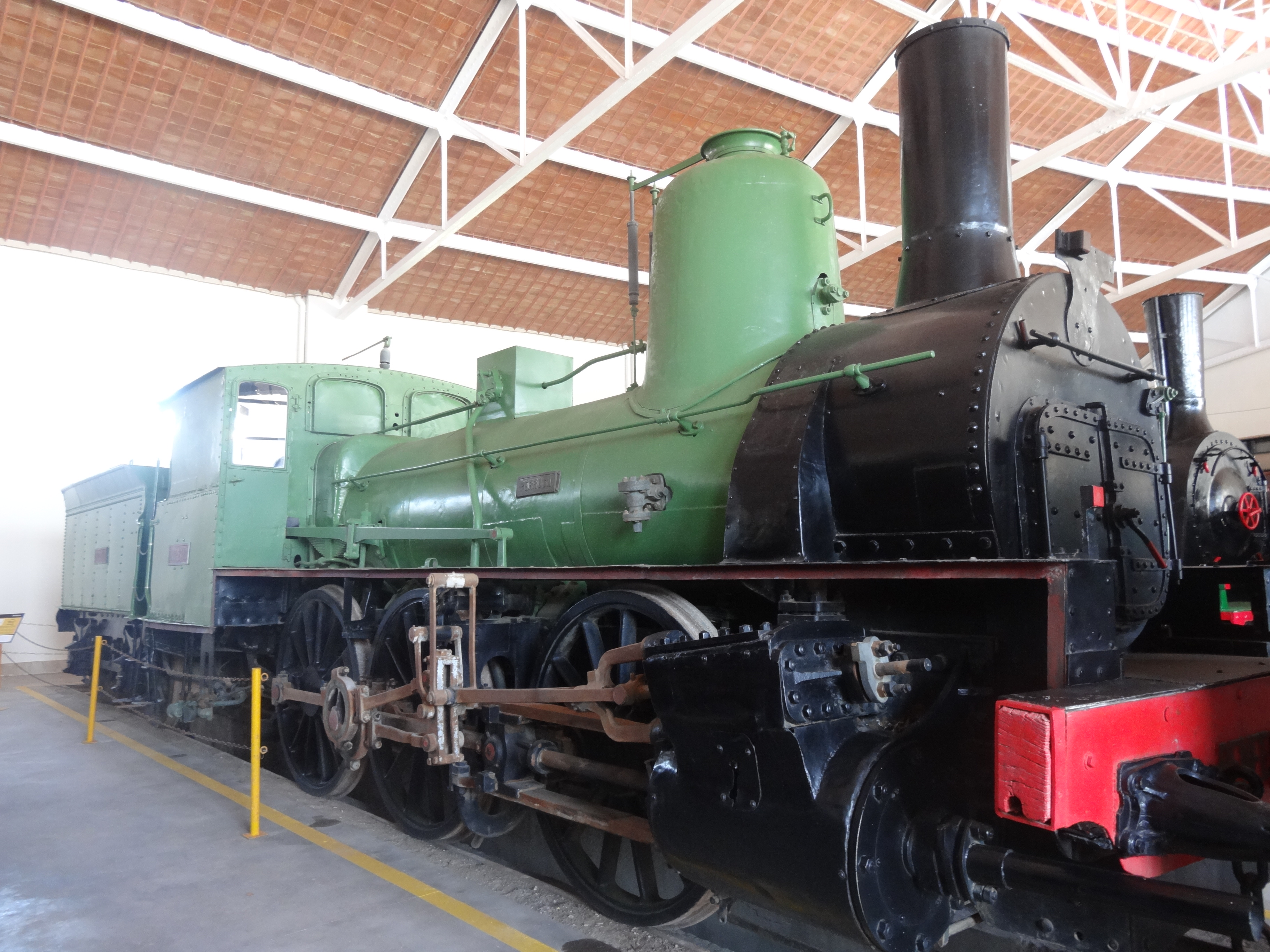
La Perruca, en el Museo del Ferrocarril de Cataluña.

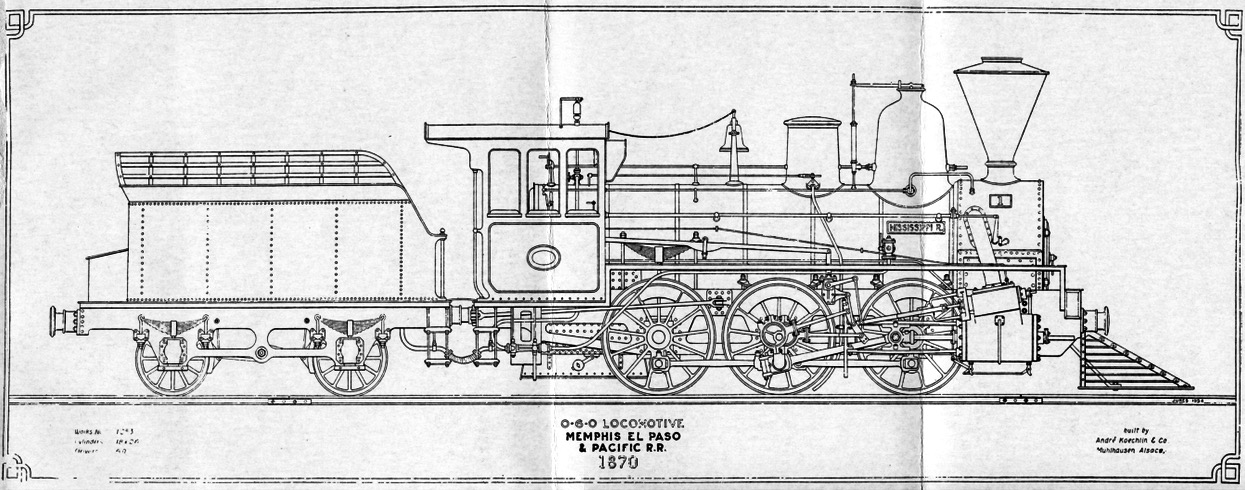
Dibujo de la 1253 Mississippi River, primera de la serie de diez con destino al Memphis, El Paso & Pacific RR. En él se observan las características chimenea y apartavacas.

El túnel dio su nombre a una locomotora de las tres que el Consejo de Incautación adquirió al fabricante francés André Koechlin & Cie, de una serie de diez inicialmente destinadas al ferrocarril estadounidense Memphis, El Paso & Pacific. De estas diez locomotoras las que llegaron a la Compañía de Ferrocarriles de Asturias, Galicia y León (AGL) fueron:
| Nombre        | N.º de fábrica |
| ------------- | -------------- |
| Sabina River  | 1260           |
| Trinity River | 1261           |
| Brazos River  | 1262           |

Fueron construidas en 1880 o 1881 y en la AGL recibieron los números del 29 al 31 y los nombres de Sarria, Orense y Perruca, sin que se conozca la correspondencia exacta entre nombres y números originales y nuevos, más allá de que la 1261 Trinity River se convirtió en la 29 Sarria. Casademont Ferrer recoge, de José de Alba, 1883 como año de entrada en servicio de la Perruca y como probable depósito, el de Oviedo. 
Las locomotoras eran de rodaje 030, con distribución externa plana de Gooch, ténder independiente de dos ejes y con elementos característicos de su destino estadounidense, como la chimenea de embudo y el apartavacas delantero. Según F. Sanz probablemente circularon con estos elementos unos años y según Bernell fueron reformadas para cumplir la normativa.
La locomotora Perruca, con el número 31 pasó a ser la 653 cuando la AGL fue absorbida por la Compañía de los Caminos de Hierro del Norte de España (Norte), en primera instancia, y después la 1653. En Norte también terminaron dos de la serie original procedentes del ferrocarril de Lérida a Reus y Tarragona.
Con la creación, en 1941, de la Red Nacional de los Ferrocarriles Españoles (Renfe) la Perruca pasó a ser la número 2110 de la serie 030 de esta compañía estatal. En 1951 se encontraba en Valencia, apartada de servicio y fue seleccionada para ser conservada en el Museo del Ferrocarril de Cataluña, siendo una de las locomotoras de vapor de dicho museo.

### Locomotora
- Bernel, Sergi (junio de 2008). «Locomotora con rodaje 0-3-0 y ténder separado, serie numerada 1651 a 1653». Vía Libre: 73-74. ISSN 1134-1416.

- Casademont Serrer, Josep María (ed.). «las locomotoras de Vilanova: la "PERRUCA"». Cuadernos de modelismo ferroviario. vol. I: 7-19. ISBN 9788430001484.

- Jukes, Fred (abril de 1955). «French Locomotives for the Memphis, El Paso & Pacific R. R.». The Railway and Locomotive Historical Society Bulletin (No. 92): pp. 90-93.

- Datos: Q28541649
- Multimedia: Túnel de la Perruca / Q28541649